# Додекаэдрическая пирамида
| Додекаэдрическая пирамида                                                                                | Додекаэдрическая пирамида |
| --- | ------------------------- |
| Диаграмма Шлегеля: проекция (перспектива) правильной додекаэдрической пирамиды в трёхмерное пространство |                           |
| Тип | Многогранная пирамида     |
| Символ Шлефли                                                                                            | ( ) ∨ {5,3}               |
| Ячеек | 13                        |
| Граней                                                                                                   | 42                        |
| Рёбер | 50                        |
| Вершин                                                                                                   | 21                        |
| Двойственный политоп                                                                                     | Икосаэдрическая пирамида  |

Додекаэдри́ческая пирами́да — четырёхмерный многогранник (многоячейник): многогранная пирамида, имеющая основанием додекаэдр.
Ограничена 13 трёхмерными ячейками — 12 пятиугольными пирамидами и 1 додекаэдром. Додекаэдрическая ячейка окружена всеми двенадцатью пирамидальными; каждая пирамидальная ячейка окружена додекаэдрической и пятью пирамидальными.
У додекаэдрической пирамиды 42 грани — 12 пятиугольников и 30 треугольников. Каждая пятиугольная грань разделяет додекаэдрическую и пирамидальную ячейки, каждая треугольная — две пирамидальных.
Имеет 50 рёбер. На каждом ребре сходятся по три грани и по три ячейки: для 30 рёбер это две пятиугольных и треугольная грани, додекаэдрическая и две пирамидальных ячейки; для остальных 20 рёбер — три треугольных грани, три пирамидальных ячейки.
Имеет 21 вершину. В 20 вершинах сходятся по 4 ребра, по 6 граней (три пятиугольных, три треугольных) и по 4 ячейки (додекаэдрическая, три пирамидальных); в 1 вершине — 20 рёбер, все 30 треугольных граней и все 12 пирамидальных ячеек.

Ортогональная двумерная проекция вращающейся правильной додекаэдрической пирамиды, высота которой равна длине ребра основания

В отличие от многогранных пирамид, построенных на четырёх других платоновых телах, додекаэдрическая пирамида не может иметь все рёбра одинаковой длины.
Пусть все рёбра додекаэдрического основания равны {\displaystyle a,} все боковые рёбра пирамиды равны {\displaystyle b.}
Тогда пирамида — правильная, и проекция её бокового ребра на гиперплоскость основания есть радиус описанной вокруг основания сферы {\displaystyle R_{D}.} А поскольку проекция меньше наклонной, {\displaystyle b>R_{D}.}
Но в правильном додекаэдре {\displaystyle R_{D}={\frac {\sqrt {3}}{4}}\left(1+{\sqrt {5}}\right)a\approx 1{,}40a>a;} значит, {\displaystyle b>a,} и равняться эти два числа не могут.